# Mbridge
Mbridge är ett vattendrag i Angola. Det ligger i den nordvästra delen av landet, 190 kilometer norr om huvudstaden Luanda.
I omgivningarna runt Mbridge växer huvudsakligen savannskog. Runt Mbridge är det mycket glesbefolkat, med 7 invånare per kvadratkilometer.